# Colin Norris
Colin Campbell Norris (Glasgow, 12 de febrero de 1976) es un enfermero británico y asesino en serie convicto por los homicidios de cuatro pacientes ancianas, cometidos en un hospital en la ciudad de Leeds en el año 2002. En 2008, fue sentenciado a cadena perpetua con al menos 30 años de reclusión obligatoria.

## Crímenes

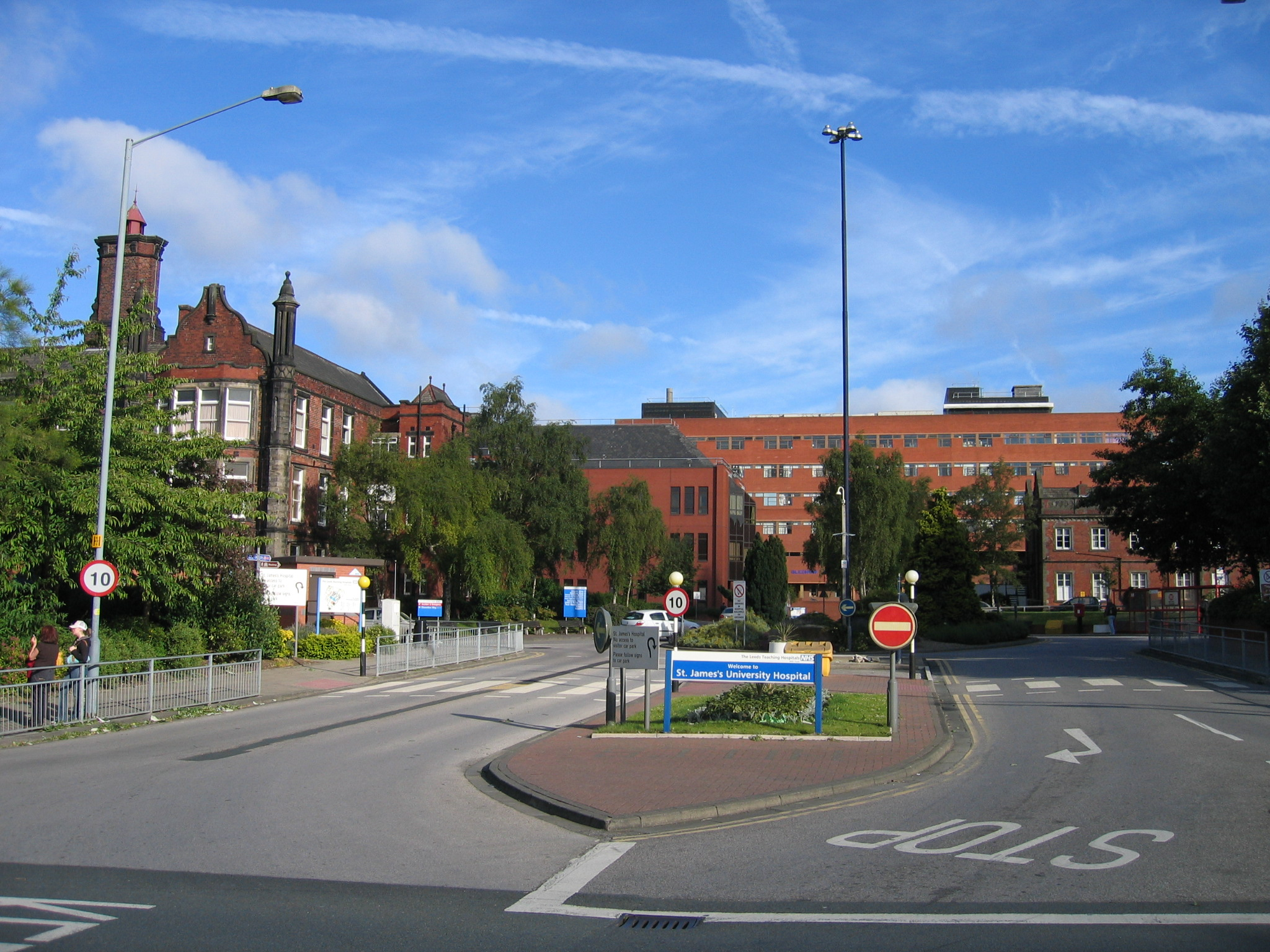
Hospital Universitario St James, Leeds. Entrada principal.

Las sospechas sobre Norris comenzaron cuando este predijo la muerte de una de las mujeres. Además, sus irónicas frases hacia sus colegas no hicieron más que acentuar esas sospechas que recaían sobre él. Entre otras cosas, solía decir que siempre había alguien que no pasaba sus turnos. Todas las víctimas eran de la tercera edad, por las que Norris confesó sentir "poca paciencia y cariño".
Le inyectaba altos niveles de insulina a sus víctimas. Aunque todas sus víctimas eran mujeres, Norris es homosexual.

## Juicio y condena
El 3 de marzo de 2008, el jurado volvió luego de sus deliberaciones, para declarar a Norris culpable de cuatro cargos de asesinato y de un cargo de intento de asesinato. Fue sentenciado a cadena perpetua con un mínimo de 30 años de prisión. El juez Justice Griffith descartó la posibilidad de eutanasia considerando que ninguna de las víctimas corría riesgos. En la lectura del fallo, se dirigió a él.
«No tengo absolutamente ninguna duda de que eres un hombre malvado y peligroso. Eres una persona arrogante y manipuladora con un gran rechazo hacia la gente mayor. Eres esencialmente perezoso.»